# Zero (серия комиксов)
Zero — серия комиксов, которую в 2013—2015 годах издавала компания Image Comics.

## Синопсис
Главным героем является шпион по имени Эдвард Зеро. Сейчас он должен вернуть украденный прибор, однако тот находится внутри биомодифицированного террориста.

## История создания
Кот говорил, что «намеревался создать комикс, не похожий ни на что другое». Сценарист вырос на ужасах Стивена Кинга и Клайва Баркера, чьи книги повлияли на его творчество, в том числе и на Zero. Каждый выпуск рисуется разными художниками. Кот решил так работать практически одновременно, как возникла идея создавать Zero.

## Коллекционные издания
| Название                       | Тип            | Дата выхода      | Собранный материал | Кол-во страниц | ISBN                       |
| ------------------------------ | -------------- | ---------------- | ------------------ | -------------- | -------------------------- |
| Vol. 1: An Emergency           | Мягкая обложка | 19 февраля 2014  | Zero #1-5          | 172            | 978-1607068631, 160706863X |
| Vol. 2: At the Heart of It All | Мягкая обложка | 10 сентября 2014 | Zero #6-10         | 160            | 978-1632151056, 1632151057 |
| Vol. 3: Tenderness of Wolves   | Мягкая обложка | 25 февраля 2015  | Zero #11-14        | 128            | 978-1632152527, 1632152525 |
| Vol. 4: Who by Fire            | Мягкая обложка | 29 июля 2015     | Zero #15-18        | 128            | 978-1632153456, 1632153459 |

## Реакция

### Отзывы критиков
На сайте Comic Book Roundup серия имеет оценку 8,5 из 10 на основе 133 рецензий. Джеймс Хант из Comic Book Resources, обозревая дебют, посчитал, «что за Zero стоит следить». Джошуа Ривера из Entertainment Weekly похвалил рисунки, дизайн и диалоги. Роб Макмонигал из Newsarama дал первому выпуску 5 баллов из 10 и написал, что в нём не так много плюсов, чтобы рекомендовать его к прочтению. Тони Герерро из Comic Vine вручил дебюту 5 звёзд из 5 и отметил, что «Алеш Кот подарил нам интригующую историю, которая выводит шпионский жанр на новый уровень». Джордан Ричардс из AIPT поставил первому выпуску оценку 7 из 10 и из минусов выделил то, что «персонажи особо не запоминаются».

### Продажи
Ниже представлен график продаж сборников комикса за их первый месяц выпуска на территории Северной Америки.